# ГЕС Матукана
ГЕС Матукана — гідроелектростанція в Перу. Знаходячись перед ГЕС Callahuanca, входить до складу гідровузла у сточищі річки Рімак (дренує західний схил Анд та впадає до Тихого океану в столиці країни Лімі).
У межах проекту на Рімак спорудили водозабірну греблю Tamboraque, яка спрямовує ресурс до прокладеного через правобережний гірський масив дериваційного тунелю довжиною 19,4 км. При цьому за два десятиліття після введення ГЕС у експлуатацію для стабілізації її роботи створили водосховище Yuracmayo з корисним об'ємом 48 млн м3 . Воно розташоване у верхній частині сточища Рімак на річці Бланко та утримується земляною греблею із глиняним ядром висотою 56 метрів та довжиною 590 метрів, яка потребувала 1,7 млн м3 матеріалу.
Незадовго до завершення дериваційного тунелю знаходяться дві підземні балансувальні камери об'ємом по 30 тис. м3, котрі гарантують роботу ГЕС протягом трьох годин. Далі через напірний водовід довжиною 1,8 км ресурс подається до розташованого на правому березі річки машинного залу.
На станції встановили дві турбіни типу Пелтон потужністю 63,8 МВт та 60 МВт (на сайті власника загальна потужність ГЕС наразі зазначена як 140 МВТ). При чистому напорі у 966 метрів вони забезпечували виробництво 867 млн кВт-год електроенергії на рік.
Відпрацьована вода подається у водозабір наступної станції гідровузла.